# Don't Stop (Color on the Walls)
"Don't Stop (Color on the Walls)" é canção da banda americana de indie pop Foster the People do seu primeiro álbum de estúdio Torches. Escrita pelo vocalista da banda Mark Foster, a canção foi lançada como o quarto single do álbum em 10 de janeiro de 2012. A canção também foi usada para comerciais televisivos para o carro Nissan Versa.

## Videoclipe
O videoclipe de "Don't Stop (Color on the Walls)" foi filmado e dirigido por Daniels (diretores) em 3D em parceria com a Digital Revolution Studios e lançado em 8 de dezembro de 2011. Ele é estrelado por Foster ao lado da atriz americana Gabourey Sidibe.
No vídeo, Sidibe interpreta uma aluna de direção que, sem saber, deixa um vigarista (interpretado por Foster) entrar em seu carro, pensando que ele é o examinador do DMV. O vigarista e a aluna lutam pelo controle do volante enquanto o carro (um Toyota Tercel) se move, e acabam atraindo a atenção de dois policiais (interpretados pelos membros do Foster the People, Mark Pontius e Cubbie Fink) dirigindo um Ford Crown Victoria Police Interceptor. Eles acabam em uma perseguição de carro por Hollywood, que termina quando o vigarista se rende à polícia e a aluna dirige embora.
No 3D Creative Arts Awards de 2012, em Hollywood, a International 3D Society apresentou à Digital Revolution Studios o prêmio Lumiere de Melhor Curta de Televisão pelo videoclipe.

## Posições
| País — Tabela musical (2011–12)              | Posição de pico |
| -------------------------------------------- | --------------- |
| Canadá — Canadian Hot 100                    | 84              |
| Canadá — Active Rock                         | 38              |
| Canadá — Alternative Rock                    | 12              |
| Eslováquia — IFPI                            | 85              |
| Estados Unidos — Billboard Hot 100           | 97              |
| Estados Unidos — Billboard Alternative Songs | 11              |
| Estados Unidos — Billboard Rock Songs        | 20              |
| Estados Unidos — Billboard Adult Pop Songs   | 37              |

## Histórico de lançamento
| País           | Data                  | Formato           |
| -------------- | --------------------- | ----------------- |
| Estados Unidos | 10 de janeiro de 2012 | Alternative radio |